# Alieda Verhoeven
Alieda Verhoeven (Utrecht, 5 de enero de 1938-Mendoza, 22 de febrero de 2013) fue pastora de la Iglesia Metodista, recibida en la Facultad de Teología (ISEDET) considerada una de las primeras mujeres ordenadas en Latinoamérica. A fines de 1969 es destinada a Mendoza y forma parte de los “Seminarios de formación teológica” de los que participan católicos y protestantes donde se vincula con el Movimiento de Sacerdotes para el Tercer Mundo. En 1971 crea el ILPH (Instituto para la Liberación y Promoción Humana) para la formación y organización de dirigentes sociales que actúan y colaboran en los barrios marginados de Mendoza.
En 1972 crea, a nivel nacional, una gran Red Social, APE (Acción Popular Ecuménica) que actúa en toda la Argentina, integrada por instituciones tales como CECOPAL de Córdoba, y Acción Educativa de Santa Fe. Alieda es elegida Secretaria de Recursos durante 20 años. En 1973 participa de la fundación oficial de la Asociación Ecuménica de Cuyo junto a otros referentes regionales, como Oscar Bracelis, Rolando Concatti , Mauricio López, Jaime Nicolau, Mirta Vivante, María Elisa Nicolau.

## Contexto histórico
En septiembre de 1973 se produce el golpe cívico militar en Chile, en este contexto, Iglesias y organismos vinculados a la FEC, dan origen al CEAS –Comité Ecuménico de Acción Social- para el cual se logra el patrocinio de la Iglesia Católica y varias Iglesias Protestantes. Se recurre también al Protectorado de las Naciones Unidas para los Refugiados (ACNUR) donde Alieda es Coordinadora General. En Mendoza se reciben casi 9.000 personas, 2.700 familias venidas del país vecino en busca de asilo. En 1976, ante la inminencia del golpe en Argentina, Iglesias protestantes y diócesis católicas y ONGs fundan a nivel nacional el MEDH –Movimiento Ecuménico de Derechos Humanos. La FEC y APE están entre las fundadoras de la sede en Mendoza. Alieda Verhoeven fue designada Secretaria Regional.
El 1 de enero de 1977 es secuestrado Mauricio López, líder ecuménico en América Latina, promotor del CLAI, Consejo Latino Americano de Iglesias miembro del Consejo Mundial de Iglesias, rector de la Universidad Nacional de San Luis, miembro activo de la FEC, e íntimo amigo de Alieda. Es ella quien encabeza su búsqueda, los trámites judiciales, las denuncias contra los represores.
Trabajo de Género
En 1985 fundó, con una multitud de autoconvocadas de todo el país, el Encuentro Nacional de Mujeres, del que fue líder durante más de 20 años. En Mendoza fue una referente importante y una militante destacada entre quienes más activamente impulsaban discusiones, en Foros Internacionales, sobre temas de Género. También se vinculó con otros importantes referentes en el pensamiento de Teología y feminismo, como Ivone Gebara de Brasil y otras militantes de Inglaterra , Estados Unidos y otros países de América Latina.
Desde su quehacer en el Grupo Ecuménico de Mujeres (GEM) protagonizó e impulsó la discusión sobre género y feminismo. Como resultado de estas discusiones, surgieron los Encuentros de Mujeres Pobladoras en Mendoza y, luego, los Encuentros Nacionales de Mujeres Pobladoras de la Mesa Mujeres de Confluencia (Red Nacional de ONG de Educación Popular). En el GEM es promotora y responsable de la edición del “Diario de las Chicas”, junto a otras militantes.
Alieda Verhoeven falleció en Mendoza el 22 de febrero de 2013 dejando como legado, entre otras cosas su testimonio de militante de los Derechos Humanos, el inicio de la organización del Movimiento feminista en la provincia y el registro del trabajo del GEM.